# Cầy mangut xám Cape
Galerella pulverulenta là một loài động vật có vú trong họ Cầy mangut, bộ Ăn thịt. Loài này được Wagner mô tả năm 1839.
Đây là loài bản địa na châu Phi.
Chúng là một loài nhỏ (dài 55–69 cm, trọng lượng khoảng 0,5-1,0 kg). Chúng có màu xám tối với chóp đuôi là tối hơn. Hai chân màu xám tối hơn so với phần còn lại của cơ thể. Chúng có hình dáng thân thon dài của cầy mông gút. Đôi tai nhỏ và tròn. Đuôi dài và rậm rạp. Răng cho thấy sự thích nghi cho cả cắt và nghiền.

## Hình ảnh

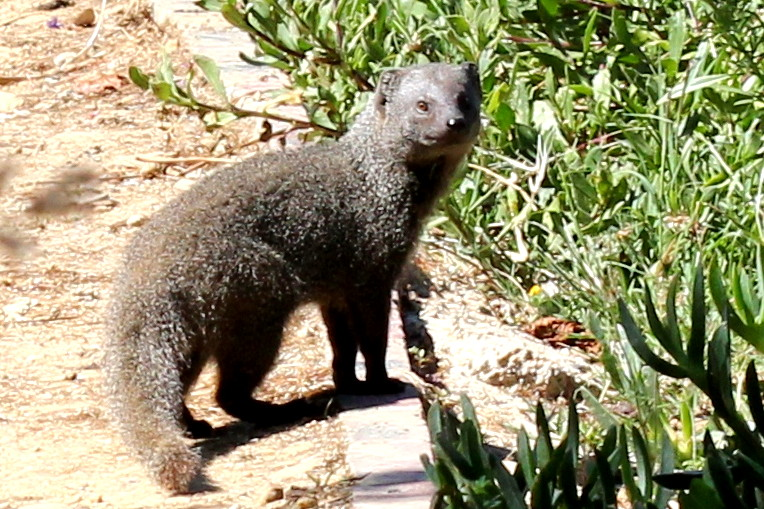
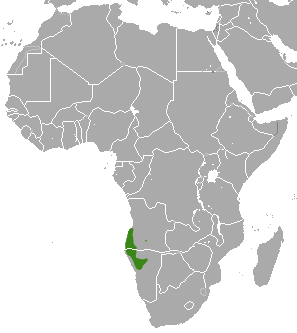
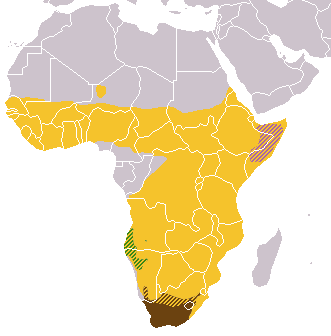
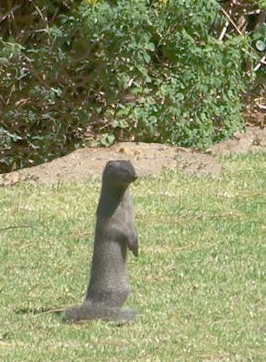